# Sainte-Marie-d'Attez
Sainte-Marie-d'Attez é uma comuna francesa na região administrativa da Normandia, no departamento de Eure. Estende-se por uma área de 26.04 km². Em 2010 a comuna tinha 615 habitantes (densidade: 23,6 hab./km²).
Foi criada em 1 de janeiro de 2016, após a fusão das antigas comunas de Dame-Marie, Saint-Nicolas-d'Attez e Saint-Ouen-d'Attez.